# Feelies
Feelies — различные мелкие предметы или документы, поставляющиеся в комплекте с компьютерной игрой, призванные усилить впечатление от игры или используемые для защиты от незаконного копирования. В 1980 годах использование feelies было довольно распространённым: пионером в этом отношении выступила компания Infocom, практически все игры которой в жанре interactive fiction поставлялись в комплекте с различными предметами, такими как открытки, календари, карты и т. п. В настоящее время из-за дороговизны и распространения электронных методов доставки компьютерных игр подобные предметы используются крайне редко и либо в электронной форме, либо в специальных «коллекционных» изданиях игр.

## История
Первой игрой, включавшей в комплект поставки feelies, была Deadline — третья игра Infocom, выпущенная после Zork I и Zork II. Её разработчик Марк Бланк не смог включить весь необходимый материал в игру из-за ограничений по размеру, связанных с небольшим объёмом дискового пространства и оперативной памяти, доступных на персональных компьютерах того времени. С помощью рекламного агентства Giardini/Russell Бланк создал полицейское досье, включавшее фотографии, протоколы допросов, результаты лабораторных исследований и таблетки, найденные рядом с трупом. Этот ход оказался успешным (в том числе потому, что послужил оригинальным средством защиты от копирования нелицензионных версий игры), и Infocom решила продолжить использование подобных предметов в последующих играх.
В качестве примеров feelies, поставлявшихся с играми Infocom, можно назвать бронзовую монету — «зоркмид», (Zork Trilogy); стереоскопический комикс, красно-синие очки для его чтения и карточку «потри и понюхай» (Leather Goddesses of Phobos). Некоторые из таких предметов были всего лишь сувенирами от разработчиков игры (например, непрозрачные очки, «чувствительные к опасности», в The Hitchhiker’s Guide to the Galaxy), другие же содержали необходимую для прохождения игры информацию (например, форма QX-17-T с координатами в Stationfall, без которых игрок не мог попасть на космическую станцию), являясь формой защиты от копирования. Ник Монфорт отмечает, что такой способ предотвращения нарушений авторских прав был менее сложным и неудобным для легальных пользователей, чем сложные схемы, направленные на недопущение копирования дискеты с игрой.
Разновидностью feelies, использовавшихся Infocom, были browsies — короткие журналы, связанные с сюжетом игры.
Другой компанией, активно использовавшей feelies, была Origin. Активными сторонниками включения в комплект поставки таких предметов, как напечатанная на ткани карта и металлический анх (серия Ultima) или коробка от фотоплёнки (Wing Commander III) были Ричард Гэрриот и другие дизайнеры игр Origin, даже если с финансовой точки зрения это было не вполне оправданным.
Однако по мере того как разработчики игр и пользователи стали уделять больше внимания графике (а возросшие аппаратные возможности компьютеров позволили включить всё необходимое содержание в игру), feelies практически перестали использоваться. Подобные предметы стали включаться только в коллекционные издания игр. Например, коллекционное издание Oblivion включало сиродильскую монету, а с Diablo II поставлялся набор игральных костей, книга правил настольной ролевой игры и DVD-диск с видеороликами из прошлых игр Blizzard. В состав специальных премиум-изданий игр включаются книги, арт-буки, футболки, фигурки и другие мелкие сувениры. Однако Аллен Варни указывает, что по сравнению с играми прошлого они являются недостаточно креативными и в лучшем случае используются как средство продвижения других продуктов.
Создатели любительских игр (в основном в жанре interactive fiction) пытаются воссоздать feelies для своих игр, однако трудоёмкость этого процесса делает данную задачу слишком сложной для большинства из них.
Своего рода аналогом feelies являются электронные дополнительные материалы, поставляемые с игрой (например, PDF-файлы или трёхмерные модели для печати на 3D-принтере).

## Причины спада использования
По мнению Билла Логайдиса (англ. Bill Loguidice) отказ от использования feelies связан с тем, что подобные предметы являются привлекательными в основном для узкого круга игроков, для которых компьютерные игры выступают в роли полноценного хобби. По мере расширения аудитории компьютерных игр большинству игроков перестали быть нужны какие-либо дополнительные объекты, которые можно потрогать. Аллен Варни не соглашается с ним, указывая, что аудитория игр Infocom, активно использовавшей feelies, уже была достаточно широкой и не включала только игроков-энтузиастов. По его мнению, основной проблемой являлась высокая стоимость и трудоёмкость создания подобных предметов, особенно если речь шла не о печатном материале, а о монетах или карточках «потри и понюхай». По оценке Майка Дорнбрука, отвечавшего за маркетинг в Infocom, трудоёмкость создания одного комплекта поставки игры Infocom составляла 1,5 человеко-года.